# Steingrímur J. Sigfússon
Steingrímur Jóhann Sigfússon (født 4. august 1955) er en islandsk politiker og geolog. Han er stifter og tidligere leder af Venstrepartiet – De Grønne og nuværende formand for Altinget. 
Steingrímur voksede op på en stor gård med fårehold i det nordøstlige Island. Efter studentereksamen fra gymnasiet i Akureyri dog han til Reykjavík for at studere geologi ved Islands Universitet, hvorfra han har en kandidateksamen.
Steingrímur har siddet i Altinget siden 1983 for Nordøstkredsen, fra 1983-1999 for Folkealliancen og siden 1999 for Venstrepartiet – De Grønne. Fra 1988 til 1991 var han landbrugs- og transportminister i Steingrímur Hermannssons to koalitionsregeringer med venstrefløjen. Under Jóhanna Sigurðardóttirs venstrefløjsregering 2009-2013 var han i skiftende kombinationer finans-, fiskeri- og industriminister, og havde dermed afgørende indflydelse på genopretningen af den islandske økonomi efter den finansielle sektors kollaps i 2008. 
Ved stiftelsen af Venstrepartiet – De Grønne marts 1999, blev Steingrímur partiets leder. Han besad posten frem til 2013, da Katrín Jakobsdóttir overtog. Efter altingsvalget 2017 blev han valgt til Altingets formand, en post han tidligere havde bestridt midlertidigt som tingets længst siddende medlem. 